# Buppu Label 15th Anniversary Showcase!
『Buppu Label 15th Anniversary "Showcase!"』（プップ・レーベル・フィフティーンス・アニバーサリー・ショーケース）は、槇原敬之のBuppuレーベル初のベスト・アルバム。2025年2月12日にBuppu Labelより発売された。

## 概要
槇原が2025年10月25日にデビュー35周年、そして2010年11月29日に設立した槇原の個人レーベル「Buppu Label」設立15周年を記念して、周年プロジェクトの一環として発売された作品。ベスト版と言うよりは、オリコンでリスナーがよく聴いていたものを参考にショーケースをイメージして選曲している。その中でも、『ゼイタク』は槇原が特に推すナンバーである。2010年のレーベル設立から本作発売時の2025年までの15年間に発売されたオリジナルアルバム6枚、シングル8枚、配信シングル2作、セルフカバーアルバム1枚の中から選曲された30曲と新たに槇原が本作のために書き下ろした新曲1曲の全31曲が収録されている。CD2枚組。通常盤と初回限定盤の2形態で発売。
　初回プレス盤は透明スリーブケース仕様で、 2025年春夏全国ツアー「Makihara Noriyuki Concert 2025 Buppu Label 15th Anniversary "Showcase!" THE LIVE」チケット特別受付案内が付属。
　ディスクジャケットのイラストは、橋本聡が手がけた。15匹の犬猫と槇原が描かれている。

## 規格品番
- Disc 1：BUP-00028
- Disc 2：BUP-00029

## 収録曲
全作詞・作曲・編曲：槇原敬之（特記以外）

### Disc.1
1. 犬はアイスが大好きだ
2. 林檎の花
3. 風は名前を名乗らずに
4. 軒下のモンスター
5. Remember My Name
6. どんなときも。キャラメルver.
7. ゼイタク（Album Ver.）
8. まったくどうにもまいっちゃうぜ
9. 四つ葉のクローバー
10. ミタテ
11. Life Goes On〜like nonstop music〜
12. Fall
13. 君への愛の唄
14. 一歩一会（Renewed）
15. 運命の人

### Disc 2
1. 不器用な青春時代
2. 信じようが信じまいが
3. 理由
4. 超えろ。
5. In The Snowy Site
6. 微妙なお年頃
7. 記憶（Album Ver.）
8. ハロー!トウキョウ
9. 悲しみは悲しみのままで
10. わさび
  - 作詞：須藤晃
11. HOME
12. 宜候
13. Sakura Melody
14. Love & Peace Inside?
15. うるさくて愛おしいこの世界に
16. You Are the Inspiration（新曲）
  - 原曲は槇原の冠ラジオ番組「槇原敬之・Sweet Inspiration」のBGMから。塚越の提案により生まれる。
  - 前述のラジオ番組にて、本楽曲の解禁をしており2024年12月14日の放送で1番サビを、翌21日の放送で1番Aメロ。そして28日の放送でフルバージョンを放送した。
  - 2025年1月29日に公式XにてMVをドワーフの合田経郎が担当したことを発表。[6]
  - 2025年2月4日 18:00にMusic Videoのミニヴァージョンを公開。[7][8]

## Makihara Noriyuki Concert 2025 Buppu Label 15th Anniversary "Showcase the Live!"
2025年3月15日〜7月15日、全国30ヶ所40公演のコンサート。2011年ー2025年の曲の中からセットリスト。
大坂孝之介が新メンバーとして参加。
「Makihara Noriyuki Concert 2025 Buppu Label 15th Anniversary "Showcase the Live!"」を参照。